# Dubai World Championship 2013
Het Dubai Wereldkampioenschap (officieel: DP World Tour Championship) is een golftoernooi dat aan het einde van het seizoen van de Europese PGA Tour wordt gespeeld op de 'Earth'-baan van de Jumeirah Golf in Dubai. In 2013 is dat van 14-17 november en het prijzengeld is € 8.000.000.  Alleen de top-60 van de Race To Dubai-ranking mogen meedoen. Er is ook een bonuspool van US$ 30.000.000, die verdeeld wordt tussen de spelers die na dit toernooi in de top-10 staan.
Robert-Jan Derksen doet niet mee want hij stond nummer 74 op de ranking.
De Europese Tour bestond in 2013 uit 45 toernooien die in 25 verschillende landen werden gespeeld.
Justin Rose
Voor de aanvang van het toernooi kreeg Justin Rose een levenslang lidmaatschap van de Europese Tour aangeboden als erkenning van zijn prestatie om het US Open te winnen.

Justin Rose staat op de 2de plaats van de Race To Dubai, ongeveer € 214.000 achter Henrik Stenson. De winnaar krijgt in 2013 een cheque van € 988.476, er zijn een aantal spelers die Stenson nog kunnen inhalen. Rose vestigde in 2012 op de Earth-baan een nieuw baanrecord van 62. 

## Verslag

### Ronde 1 en 2
Na de eerste ronde ging Alejandro Cañizares met-5 aan de leiding, een mooie start van dit belangrijke toernooi. Hij maakte in ronde 2 ook een goede score maar werd net voorbijgegaan door Henrik Stenson, de nummer 1 van de Race To Dubai. die een ronde van 64 maakte, net als Ross Fisher, die daarmee ruim 30 plaatsen op de ranking steeg.

### Ronde 3
Victor Dubuisson maakte elf birdies (12 is het record op de Tour) voor een  ronde van -8 en stond aan de leiding totdat Stenson op zijn laatste hole nog een birdie maakte.
Joost Luiten is mooi opgeklommen tot de 8ste plaats.

### Ronde 4
Stenson is een linkshandige man die rechtshandig golf speelt. Hij speelde zijn laatste ronde in 64 slagen en won met zes slagen voorsprong op Ian Poulter, die net als Luiten een ronde van 66 maakte. Hij steeg naar nummer 3 op de wereldranglijst, achter Tiger Woods en Adam Scott.
- Scores

| Naam                 | R2D | Score R1 | Score R1 | Nr  | Score R2 | Score R2 | Totaal | Nr  | Score R3 | Score R3 | Totaal | Nr  | Score R4 | Score R4 | Totaal | Nr  |
| -------------------- | --- | -------- | -------- | --- | -------- | -------- | ------ | --- | -------- | -------- | ------ | --- | -------- | -------- | ------ | --- |
| Henrik Stenson       | 1   | 68       | -4       | T4  | 64       | -8       | -12    | 1   | 67       | -5       | -17    | 1   | 64       | -8       | -25    | 1   |
| Ian Poulter          | 4   | 69       | -3       | T7  | 68       | -4       | -7     | T5  | 66       | -6       | -13    | T3  | 66       | -66      | -19    | 2   |
| Victor Dubuisson     | 9   | 70       | -2       | T10 | 66       | -6       | -8     | 4   | 64       | -8       | -16    | 2   | 71       | -1       | -17    | 3   |
| Joost Luiten         | 19  | 73       | +1       | T37 | 68       | -4       | -3     | T26 | 65       | -7       | -10    | T8  | 66       | -6       | -16    | 4   |
| Miguel Ángel Jiménez | 23  | 72       | par      | T27 | 66       | -6       | -6     | T8  | 66       | -6       | -12    | 5   | 70       | -2       | -14    | T8  |
| Justin Rose          | 2   | 70       | -2       | T10 | 67       | -5       | -7     | T5  | 68       | -4       | -11    | T6  | 70       | -2       | -13    | T10 |
| Alejandro Cañizares  | 54  | 66       | -6       | 1   | 67       | -5       | -11    | 2   | 70       | -2       | -13    | T3  | 75       | +3       | -10    | T14 |
| Nicolas Colsaerts    | 37  | 71       | -1       | T17 | 75       | +3       | +2     | T49 | 71       | -1       | +1     | T46 | 71       | -1       | par    | T42 |

## Spelers
| - Felipe Aguilar - Thomas Aiken - Kiradech Aphibarnrat - Thomas Bjørn - Jonas Blixt - Grégory Bourdy - Rafa Cabrera Bello - Alejandro Cañizares - Paul Casey - George Coetzee - Nicolas Colsaerts - Luke Donald - Jamie Donaldson - Victor Dubuisson - Ernie Els | - Gonzalo Fernández-Castaño - Darren Fichardt - Ross Fisher - Tommy Fleetwood - Marcus Fraser - Stephen Gallacher - Sergio García - Branden Grace - Peter Hanson - David Horsey - David Howell - Mikko Ilonen - Raphaël Jacquelin - Thongchai Jaidee - Scott Jamieson | - Miguel Ángel Jiménez - Martin Kaymer - Simon Khan - Pablo Larrazábal - Craig Lee - Shane Lowry - Joost Luiten - David Lynn - Matteo Manassero - Graeme McDowell - Rory McIlroy - Francesco Molinari - Garth Mulroy - Alex Norén - Thorbjørn Olesen | - Louis Oosthuizen - Ian Poulter - Julien Quesne - Eduardo de la Riva - Justin Rose - Brett Rumford - Charl Schwartzel - Marcel Siem - Henrik Stenson - Richard Sterne - Peter Uihlein - Marc Warren - Lee Westwood - Bernd Wiesberger - Chris Wood |

De top-8 van de Race To Dubai hebben meer dan € 1.000.000 verdiend, Henrik Stenson, die nummer 1 staat, heeft ruim € 2.000.000 verdiend, waarvan ruim € 1.750.000 in de laatste vier toernooien, zonder een enkele overwinning.

2009 · 2010 · 2011 · 2012 · 2013 · 2014